# Daphne e i pirati
Daphne e i pirati o Dafne ed i pirati (Daphne and the Pirate) è un film muto del 1916 diretto da Christy Cabanne (con il nome William Christy Cabanne).

## Produzione
Il film fu prodotto dalla Fine Arts Film Company e venne girato nel novembre e nel dicembre 1915.

## Distribuzione
Distribuito dalla Triangle Distributing, il film uscì nelle sale cinematografiche statunitensi il 5 marzo 1916. Venne riedito nel 1924 con didascalie nuove dalla Tri-Stone Pictures, Incorporated.